# Provence-i Margit francia királyné
Provence-i Margit (1221 – Párizs, 1295. december 20.) a középkori Franciaország királynéja, IX. (Szent) Lajos felesége és III. (Merész) Fülöp anyja volt.
IV. Rajmund Berengár provence-i gróf és Savoyai Beatrix lánya volt, házasságát az energikus özvegy királyné, Kasztíliai Blanka szervezte meg Lajossal. 1234. május 27-én Sens városában esküdtek egymásnak örök hűséget, és házasságuk során tizenegy gyermeket nemzettek.
Margit anyósához hasonlóan határozott, kemény és tehetséges asszony volt: férjét 1248-ban elkísérte  a VII. keresztes hadjáratra, Egyiptomba, ahol Lajos fogsága idején hivatalosan is ő vezette a keresztes hadakat. 1254-es hazatértükig három gyermekük született a Közel-Keleten. Ezt követően nem sokat hallani róla: gyermekeivel foglalkozott, és kegyes életet élt.
Lajos 1270-es tuniszi halálát követően Margit igyekezett befolyása alatt tartani fiát, Merész Fülöpöt, és többször megpróbálta 1267-ben elhunyt húga, Beatrix örökét visszaszerezni sógorától, Anjou Károlytól. 1278-ban Margit egyetlen életben maradt testvéréhez, Angliai Eleonórához, III. Henrik angol király özvegyéhez és I. Eduárd anyjához fordult, hogy fia segítségével harcot indítson közös jogaikért, ám a hat évig húzódó konfliktust IV. Márton pápa közbenjárásával végül békésen sikerült rendezni: a királynék lemondtak követeléseikről.
Provence-i Margit ösztönzésére két életrajz is született férjéről: egy Jean de Joinville champagne-i sénéchal és egy a királyné gyóntatójának tollából, melyek egyfelől számos emberi epizóddal gazdagítják ismereteinket a később szentté avatott uralkodóról, másrészt kegyességét hangsúlyozzák.
Margit élete végén Saint-Marcelbe, az általa alapított Szent Klára minorita zárdába vonult vissza lányával, Blanche-sal. Halálhírére I. Eduárd körlevélben rendelte el, hogy országa minden püspöke imádkozzon nagynénje lelki üdvéért.

## Házassága és gyermekei
1234. május 27-én Sens-ben ment feleségül az abban az évben nagykorúvá vált Szent Lajoshoz. 11 gyermekük született: 
- Blanche (1240–1243),
- Izabella (1242–1271), 1258-ban II. Theobald navarrai királyhoz és Champagne grófjához ment feleségül.
- Louis (1244. február 20. – 1260)
- Merész Fülöp (1245. május 1. – 1285. október 5.)
- Jean (1248)
- Jean-Tristan (1250 – 1270. augusztus 3.), Valois és Nevers grófja, 1266-tól Yolande de Bourgogne férje.
- Pierre (1251–1284), Alençon és Perche grófja. 1272-ben vette feleségül Jeanne de Châtillont.
- Blanche (1252–1320), 1269-ben Ferdinand de la Cerda kasztíliai infáns felesége.
- Marguerite (1254–1271), 1270-ben ment feleségül I. (Győzedelmes) János brabanti herceghez.
- Robert (1256–1317), Clermont grófja, 1279-től Béatrice de Bourgogne férje, a Bourbon-dinasztia őse.
- Ágnes (1260–1327), 1279-től II. Róbert burgundi herceg felesége.